# Trirachys bilobulartus
Trirachys bilobulartus är en skalbaggsart som beskrevs av J. Linsley Gressitt och Yves Rondon 1970. Trirachys bilobulartus ingår i släktet Trirachys och familjen långhorningar.
Artens utbredningsområde är Laos. Inga underarter finns listade i Catalogue of Life.